# Eriovixia yunnanensis
Eriovixia yunnanensis är en spindelart som först beskrevs av Yin et al. 1990.  Eriovixia yunnanensis ingår i släktet Eriovixia och familjen hjulspindlar. Inga underarter finns listade i Catalogue of Life.